# Керера

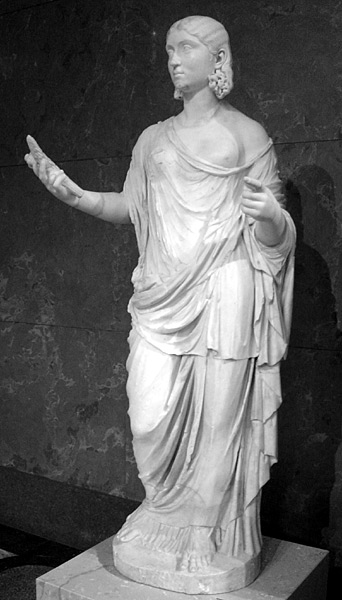
Статуя Церери

Кере́ра, Цере́ра (лат. Ceres) — римська богиня родючості та хліборобства, друга дочка Сатурна і Реї, ототожнювана з грецькою Деметрою. Єдина дочка Церери — Персефона, яка народилася від Юпітера.
Міф про Деметру (Кереру) і викрадення Персефони (Прозерпіни) ліг в основу Елевсинських містерій, поширених на узбережжі Середземного моря протягом понад 2000 років. За міфом, богиня-мати відмовляється давати їжу для людства, щоб розшукати викрадену дочку. Зрештою, злякавшись, що життя на Землі може припинитися, Юпітер наказує Плутону повертати молоду дружину до матері хоча б на якусь частину року.
Її зображували прекрасною матроною з фруктами в руках, бо вона вважалася покровителькою родючості.

## Культ Церери
Римляни приписували Церері роль вдихання життя у насіння, тоді як богиня Теллус забезпечувала їх проростання, даючи хороші умови. Церері і Теллус приносилися однакові жертви і шанували їх під час одних і тих же свят рано навесні та перед збором врожаю.
Під час боротьби між патриціями і плебеями, плебеї особливо шанували саме Цереру. На честь Церери 493 р. до н. е. в Римі було встановлено окреме свято (цереалії) і споруджено храм. Ритуал культу залишився грецьким, жерці Церери також були греками. Цереалії відправляли тільки плебеї, яких патриції не допускали до урочистостей аристократичних родів. Відбувалися цереалії з 12 по 19 квітня. Храм поділявся на три частини: поряд із самою Церерою в ньому шанувалися також Лібер і Лібера.

## Боги-помічники Церери
У давньоримському сакральному обряді на честь Церери (sacrum cereale) жрець — імовірно, Фламен Церери (Flamen Cerialis) — звертався з молитвами до Церери (а також, ймовірно, до Теллус, богині землі) разом із дванадцятьма спеціалізованими дрібними божествами-помічниками. Їхнє закликання мало на меті забезпечити божественний захист і сприяння на кожному етапі вирощування зернових культур, починаючи з періоду, що передував святу Sementivae — свята сівби.
Німецький релігієзнавець В. Г. Рошер (W. H. Roscher) відносить цих божеств до так званих індігітамента (indigitamenta) — списків божественних імен, які використовувалися у зверненнях до богів із конкретними функціями під час релігійних ритуалів.
- Vervactor (Вервактор), «Той, хто орає».[2]
- Reparātor (Репаратор),  «Той, хто готує землю»[3]
- Imporcĭtor (Імпорцитор), «Той, хто оре широкою борозною»
- Insitor (Інсітор), «Той, хто сіє насіння»
- Obarātor (Обаратор), «Той, хто стежить за першою оранкою»
- Occātor (Окатор), «Той, хто боронує»
- Serritor (Серітор), «Той, хто копає»
- Subruncinator (Субрунцінатор), «Той, хто копає»
- Mĕssor (Месор), «Той, хто жне»
- Convector (Конвектор), «Той, хто перевозить зерно»
- Conditor (Кондітор), «Той, хто зберігає зерно»
- Promitor (Промітор), «Той, хто розподіляє зерно»